# Vladimir Pajevic
Vladimir Pajevic (Belgrado, 29 giugno 1948) è un pittore italiano, di origine serba.

## Biografia
Dopo gli studi e il master all'Accademia di Belle Arti di Belgrado, incomincia la sua attività artistica lavorando con numerose gallerie svizzere e italiane. Esponente della corrente del realismo magico, è attivo a Roma fin dai primi anni '80. La sua pittura è legata ad un mondo onirico, ed ha una forte componente metafisica. Ha esposto in numerose mostre personali e collettive in gallerie europee e americane. Nel 2008 espone, insieme ad Ana Kapor, in una mostra antologica al Panorama Museum, Bad Frankenhausen, Germania.

## Mostre personali
- 2012 - Museo della Civiltà Romana, Roma
- 2011 - Galleria L'Incontro d'Arte, Roma
- 2010 - Galleria Forni, Bologna
- 2009 - Galleria Le Muse, Andria
- 2008 - Panorama Museum, Bad Frankenhausen, Germania
- 2008 - Galleria Don Chisciotte, Roma
- 2007 - Galleria Forni, Bologna
- 2005 - Galleria Conchiglia, Roma
- 2004 - Galleria Forni, Bologna
- 2003 - Galleria dell'Incisione, Brescia
- 2003 - Galleria Davico, Torino
- 2002 - Galleria Il Tempietto, Brindisi
- 2001 - Galleria dell'Incisione, Brescia
- 1999 - Galleria Vorpal, New York, Stati Uniti d'America
- 1998 - Galleria Kod Pozorista, Belgrado, Serbia
- 1997 - Galleria Don Chisciotte, Roma
- 1990 - Galleria Cvijeta Zuzoric, Belgrado, Serbia
- 1976 - Galleria Steinman, Zurigo, Svizzera
- 1975 - Galleria 58, Berna, Svizzera
- 1974 - Galleria Contemporary Art, Gossau, Svizzera
- 1974 - Galleria Spirale, Wil, Svizzera
- 1974 - Galleria Modern Art, Arbon, Svizzera
- 1973 - Galleria Marktgasse, San Gallo, Svizzera
- 1973 - Galleria Protocollo, Belgrado, Serbia